# Søren Elgaard
Søren Elgaard (født 1951 i Aalborg) er en dansk billedkunstner, underviser og forfatter. Han er gift med kunsthistoriker, mag. art. Hanne Pedersen.

## Uddannelse
Søren Elgaard studerede kunsthistorie ved Aarhus Universitet og Københavns Universitet i årene 1971-1978. I årene 1976-1979 modtog han undervisning i modeltegning hos grafikerne Elsa Nielsen og Palle Nielsen. Som maler autodidakt.

## Kunstnerisk virke
Om sit maleri og motiver skriver Søren Elgaard på et tidligt tidspunkt: For mig er motiv og motivering tæt forbundne, at uddrage det motiviske stof fra virkelighedens råmateriale. Han skriver videre: Den nyrealistiske bølge fra USA i begyndelsen af 1970erne var en god bølgebryder. Det blev legitimt igen at male fra den synlige virkelighed. Senere i artiklen fortælles om overgange, rytmer, strukturer og rum: "Al kunstnerisk handling drejer sig om oplevelse og strukturering af noget stof. Realisme kan ses som forfinelse af abstrakte mønstre ifølge Rudolf Arnheim. Hos nogle af de bedste realister som Piero della Francesca, Vermeer van Delft og Velasquez fornemmes dette abstrakte lag meget tydeligt. De realistiske detaljer føjes på til sidst efter de store grundformer er tegnet ind i den stramme komposition. Flader der spænder det nøje afmålte billedformat ud. Mellemrummene gives samme spænding. Hos de to første gives fladerne stærke lokalfarver.
De ovennævnte citater viser optagetheden hos Søren Elgaard af verdenskunstens tidlige mestre. Universitetsstudierne gav muligheder for dybere studier af billedopbygninger, perspektivlære og scenerier hos også modernismens kunstnere.
Citaterne giver desuden et ganske godt indblik i optagetheden af den iagttagne virkelighed som udgangspunkt for maleriet og den kunstneriske proces med maleriet efterfølgende. Det præcise virkelighedsbilledes motiv udvælges nøje blandt storbyernes arkitektur som faste rammer om midlertidige ændringer, som stilladser, ophobninger, menneskers færden, og med fotografiapparat fanges øjeblikkenes forskellighed til senere udvælgelse som udgangspunkt for det videre arbejde i atelieret med maleriet. Billederne anvendes også i forbindelse med udsmykninger, som eksempelvis i Hjørrings bymidte, hvor Søren Elgaard i 1991 udførte et murmaleri ved Bryggergade, tæt ved Bjørn Nørgaards udsmykning af pladsen foran Vendsyssel Kunstmuseum. Udsmykningen er beskrevet i bogen Søren Elgaard, i afsnittet Rumscenografier af kunsthistorikeren Anders Troelsen. Titlen dækker ganske godt: murmaleriet består af lodret adskilte felter, med en menneskesilhouet, Elgaards egen, i bevægelse henover eet af felterne, et felt med en malet gitterport, efterfulgt af et felt med en kvinde, stående på en balkon.
Spejlinger er et tilbagevendende tema i Søren Elgaards malerier. Gennem glas og i spejlinger i glas deformeres og dekonstrueres det konkrete, og en ny virkelighed tager form på billedfladerne.
Maleriet Bro i spejling, New York, 2011-12, er eet af et større antal malerier af broer, malet af Søren Elgaard: Ud over Storebæltsbroen internationalt kendte broer som The Firth of Forth ved Edingburgh, Golden Gate Bridge ved San Francisco, Brooklyn Bridge og Queensboro Bridge i New York. Motivet med broer kan henvise til metaforer for rejser og passager fra een tilstand til en anden. Motiv og malerier tages op af kunsthistorikeren Peter Brix Søndergaard i bogen, som blev udgivet i forbindelse med Søren Elgaards separatudstilling Metropolis på kunstmuseet ARoS i 2012. I samme udgivelse fortæller kunsthistorikeren Anne Mette Laursen i artiklen Fra blik til billede om inspirationskilder og skabelsesprocesser, om det personlige realistiske udtryk i Søren Elgaards malerier, forskelligheden fra de amerikanske fotorealister, om det uvirkelige i det virkelige i hans malerier.
Søren Elgaard blev medlem af Den Frie Udstilling i 1979 og af Vrå-udstillingen 1983. I Vrå by blev hans gavlmaleri afsløret i 2020: titlen er Den store lut; med inspiration fra et gammelt kalkmaleri i Vrå Sognekirke med en lutspillende gris.
I 2016 skabte han med hjælp af elever fra Techcollege i Aalborg et 1200 kvadratmeter stort murmaleri på P.P. Hedegaards silo på Aalborg Havn. Murmaleriet har status af Danmarks hidtil største.

## Udstillinger
- 1974, 1976-1977, 1982, 1984 Galleri A-gruppen, København
- 1976 Septemberudstilling, Sophienholm
- 1979 Festival Cagnes sur Mere, Frankrig
- 1979 Den Frie Udstilling, gæst, fra 1980 medlem
- 1980 Ung dansk kunst, Charlottenborg
- 1981 Vesthimmerlands Kunstmuseum, Aars
- 1983, 2001 og 2005 Skive Kunstmuseum
- 1983 Vrå-udstillingen, som medlem
- 1984 Aarhus Kunstmuseum
- 1987 Børn og unge i dansk kunst, Hjørring Kunstmuseum, Esbjerg Kunstpavillon, Randers Kunstmuseum, Horsens Kunstmuseum
- 1987 Hjørring Kunstmuseum
- 1989 Frederikshavn Kunstmuseum
- 1990 Vestjyllandsudstillingen, Esbjerg Kunstpavillon
- 1997 Aarhus Kunstbygning, separat
- 2007 Randers Kunstmuseum, separat
- 2012 Metropolis, ARoS, separat

## Repræsenteret
- Statens Museum for Kunst
- Skive Kunstmuseum
- ARoS
- Kunsten, Aalborg
- Vendsyssel Kunstmuseum
- Randers Kunstmuseum
- Kunstbygningen i Vrå / Engelundsamlingen
- Janusbygningen, Tistrup

## Legater og udmærkelser
- 1975 Rejselegat, Akademirådet
- 1976, 1981, 1983, 1992 Arbejdslegater og rejselegater, Statens Kunstfond
- 1986 Foreningen for Dansk Kunst
- 1986 Landskabsmaler Carl Møllers Rejselegat
- 1989 C. W. Obels Fond, rejselegat
- 1991 Svend Engelunds Legat

## Rejser og udlandsophold
Søren Elgaard har rejst til og haft studie- og arbejdsophold et anseligt antal byer og lande, som Berlin, Paris, London, New York, Milano, Venedig, Kassel, Rom, Firenze, Barcelona, Madrid, San Francisco, Los Angeles og Australien.

## Undervisning og forfatterskab
I 1989 blev Søren Elgaard ansat som ekstern lektor på Aarhus Universitet; en stilling han fratrådte i 2019. Som forfatter har han bl. a. udgivet en række lærebøger til undervisning i praktisk billedkunst på forlaget Systime.

## Organisatorisk virke
- Medlem af Statens Kunstfonds indkøbsudvalg 1999-2002
- Medlem af Akademiets jury 1990-1996
- Formand for Grafisk Værksted i Hjørring 1984-1990
- Formand for Vrå-udstillingen
- Medlem af bestyrelsen for Kunstbygningen i Vrå